# Ricardo Guerrino Brusati

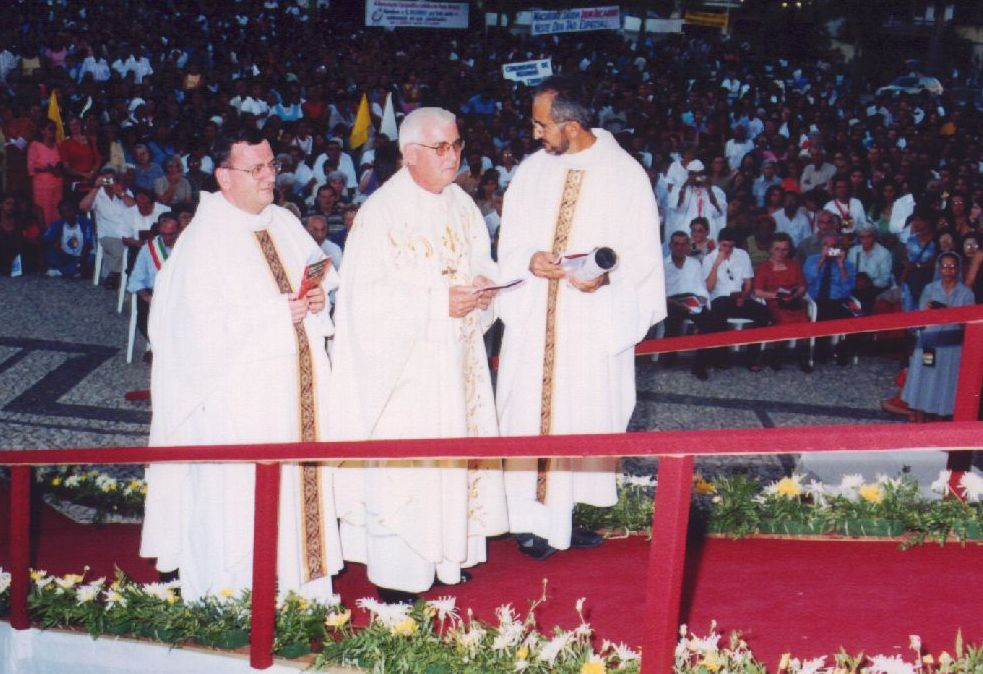
Ricardo Guerrino Brusati (in der Mitte)

Ricardo Guerrino Brusati (* 11. April 1945 in Bellinzago Novarese, Provinz Novara, Italien; † 14. Mai 2023 in Novara) war ein italienischer Geistlicher und römisch-katholischer Bischof von Janaúba.

## Leben
Ricardo Guerrino Brusati besuchte die Schule in Bellinzago Novarese. Anschließend absolvierte er eine Buchhalterausbildung und arbeitete einige Jahre in diesem Beruf. Später studierte er Philosophie und Katholische Theologie am Priesterseminar in Novara. Am 23. Juni 1973 empfing Brusati durch den Bischof von Novara, Aldo Del Monte, das Sakrament der Priesterweihe für das Bistum Novara.
Brusati war zuerst als Pfarrvikar in Arona (1973–1978) und in Cameri (1978–1982) tätig, bevor er als Fidei-Donum-Priester nach Brasilien in das Bistum Paulo Afonso entsandt wurde. Dort wirkte Brusati von 1982 bis 1984 als Pfarrvikar sowie von 1984 bis 1998 als Diözesanökonom und als Kanzler der Kurie. Zudem leitete er von 1986 bis 1989 das Kleine Seminar des Bistums Paulo Afonso und koordinierte die Berufungspastoral. Von 1993 bis 1998 war er Pfarrer in Pedro Alexandre, Santa Brígida und Coronel João Sá. Während der Sedisvakanz leitete er von 1998 bis 2000 das Bistum Paulo Afonso als Diözesanadministrator. Ab 2001 war Brusati Pfarrer der Pfarrei Senhor do Bonfim in Macururé. Daneben war er zuständig für die Verwaltung und die rechtlichen Angelegenheiten des Bistums Paulo Afonso. Außerdem fungierte er erneut als Diözesankanzler.
Am 13. November 2002 ernannte ihn Papst Johannes Paul II. zum Bischof von Caetité. Der Erzbischof von Botucatu, Aloysio José Leal Penna SJ, spendete ihm am 8. Februar 2003 auf dem Vorplatz der Kathedrale Sant’Ana in Caetité die Bischofsweihe; Mitkonsekratoren waren Renato Corti, Bischof von Novara, und Antônio Alberto Guimarães Rezende CSS, emeritierter Bischof von Caetité. Sein Wahlspruch Cantarei para sempre a misericórdia do Senhor („Von der Barmherzigkeit des Herrn will ich ewig singen“) stammt aus Ps 89,2 . Als Bischof gründete Brusati das Ausbildungshaus Nossa Senhora de Guadalupe in Belo Horizonte für die Seminaristen des Bistums Caetité.
Papst Franziskus bestellte ihn am 27. Mai 2015 zum Bischof von Janaúba. Die Amtseinführung erfolgte am 1. August desselben Jahres.
Am 12. Juni 2019 nahm Franziskus das von Ricardo Guerrino Brusati vorgebrachte Rücktrittsgesuch an. Anschließend kehrte Brusati nach Italien zurück, wo er zunächst in Bellinzago Novarese und ab 2022 in einem Haus für Ruhestandsgeistliche des Bistums Novara lebte. Er starb am 14. Mai 2023 im Alter von 78 Jahren im Ospedale Maggiore della Carità in Novara.